# Sjahnama

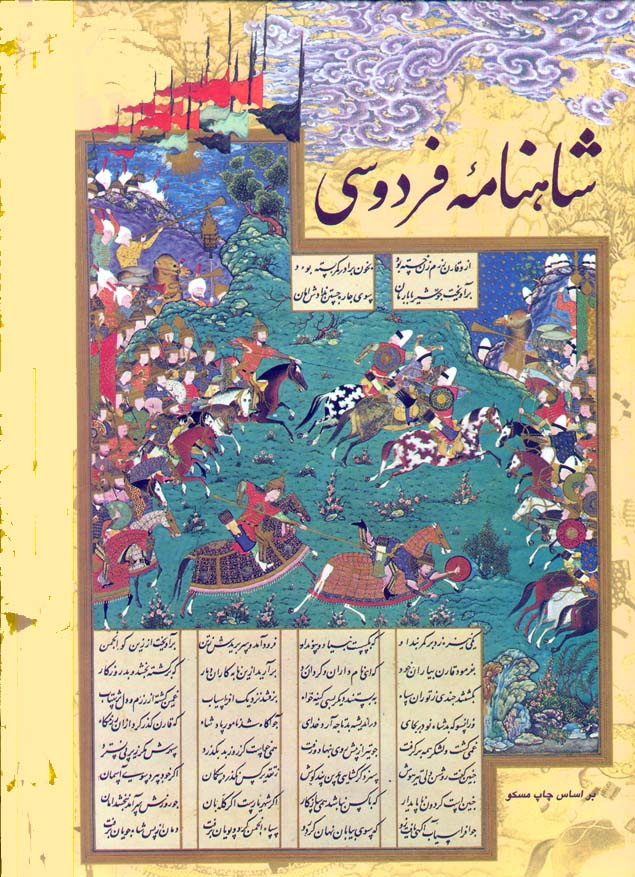
Scène uit de Sjahnama

De Shahnameh, of Sjahnama in het Nederlands, (Perzisch: شاهنامه / of het Boek der Koningen) is een epos dat oorspronkelijk als tekst werd geschreven en later rond het jaar 1010 als dichtbundel werd opgeschreven door de Perzische dichter Ferdausi ten tijde van de Ghaznaviden.
De Sjahnama is het nationaal epos van Perzië (Iran), waartoe ook tegenwoordige landen als Tadzjikistan, Azerbeidzjan, Turkmenistan, Oezbekistan en Afghanistan behoorden. De Sjahnama vertelt het mythische en historische verhaal van Iran  vanaf de schepping van de wereld tot de verovering van Perzië door het Arabische Rijk in de 7e eeuw. Het is het op twee na langste gedicht ter wereld.
Het boek put rijkelijk uit andere werken zoals de Avesta, maar ook uit latere teksten zoals de Bundahishn en de Denkard.
De Sjahnama was een van de bronnen die de Perzische historicus Rashid al-Din gebruikte bij het schrijven van een van de vroegste pogingen voor een geschiedenis van de wereld, de Jami' al-tawarikh.
De Sjahnama bevat zo'n 60.000 versregels (bayts), elk bestaand uit twee hemistichen. De Sjahnama is in zijn algemeenheid opgedeeld in mythische, legendarische en historische delen.

## Eerste deel
Het eerste deel begint met de eerste sjah, Gayomard, zijn zoon Siamak en diens zoon Hushang. Dan volgen Tahmures, Jamshid en Zahhak. Het eerste deel omvat de vorming van de menselijke samenleving, de domesticatie van de dieren, de strijd tussen het Kwaad (Ahriman) en het Goede (Ahura Mazda) en de afbakening van het land Iran tegenover zijn buren, evenals de opkomst van Kaveh en Fereidoen met zijn zoons Iraj, Tur en Salm.

## Tweede deel
Het lange middendeel bevat de legenden van sjah Manuchehr, Nozar, Kay Qobad, Kay Kavus, Seyavash, Kay Khosrow, de held Rostam en zijn familie (zijn vader Zal en zijn zoon Sohrab), Rostams strijd met Esfandyar, de verhalen over Esfandyars kleinzoon Darab (Darius II) en de eindeloze oorlogen tussen Perzië (Iran) ('land van Iraj') met Turan ('land van Tur'). Vooral Afrasyab, een koning van Turan, komt als aartsrivaal van Perzië naar voren.

## Derde deel
Het derde deel begint met de intocht van Sekander (Alexander de Grote) in Perzië, beschrijft de geschiedenis van onder andere de Sassaniden en eindigt met de Slag van Qadissiyya waarbij de Arabieren de Perzen verslaan. Ferdowsi slaat de Seleuciden en Arsaciden (Parthen) praktisch over en neemt de draad weer op met Ardeshir Babakan, zogenaamd de achterkleinzoon van Ardeshir (Artaxerxes III). Ardeshir Babakan is bij Ferdowsi de zoon van Sasan, de zoon van Sasan, de zoon van Ardeshir. Van Sasan zou volgens Ferdowsi de naam Sassaniden komen. Ardeshir Babakan (Ardashir) neemt de regering over van Ardavan de Grote (Artabanus IV).

### Sekander
Volgens de Sjahnama was Sekander (Alexander de Grote) de zoon van Darab (Darius II), zoon van Bahman Ardeshir (Artaxerxes I), zoon van Esfandyar en Nahid, de dochter van Filqus (Philippus II van Macedonië). Vanwege haar slechte adem gaf Darab zijn echtgenote Nahid het kruid Sekander. Dat hielp, maar toch verstootte hij haar en bracht haar terug naar haar vader Filqus. Nahid was zwanger, en toen ze beviel noemde ze haar zoon Sekander. Filqus was beschaamd dat Darab zijn dochter had teruggestuurd en zei dat Sekander zijn eigen zoon was. Bij een andere vrouw, Tamrusiyah, kreeg Darab een zoon, die hij Dara noemde: Darius III, tegen wie Alexander strijd zou leveren: zijn eigen halfbroer.
Volgens de Darabnamah van dichter Abu Tahir Muhammad uit de 12e eeuw trouwde Darab eerst met Nahid (Anahita), de moeder van Sekander, en daarna met Tamrusiyah, de moeder van Dara. Toen Alexander Darius verslagen had vroeg deze aan Alexander met zijn dochter Rawshanah (Roxane) te trouwen, wat hij deed.